# Cordiera sessilis
Cordiera sessilis là một loài thực vật có hoa trong họ Thiến thảo. Loài này được (Vell.) Kuntze mô tả khoa học đầu tiên năm 1891.